# Trasa Piastowska

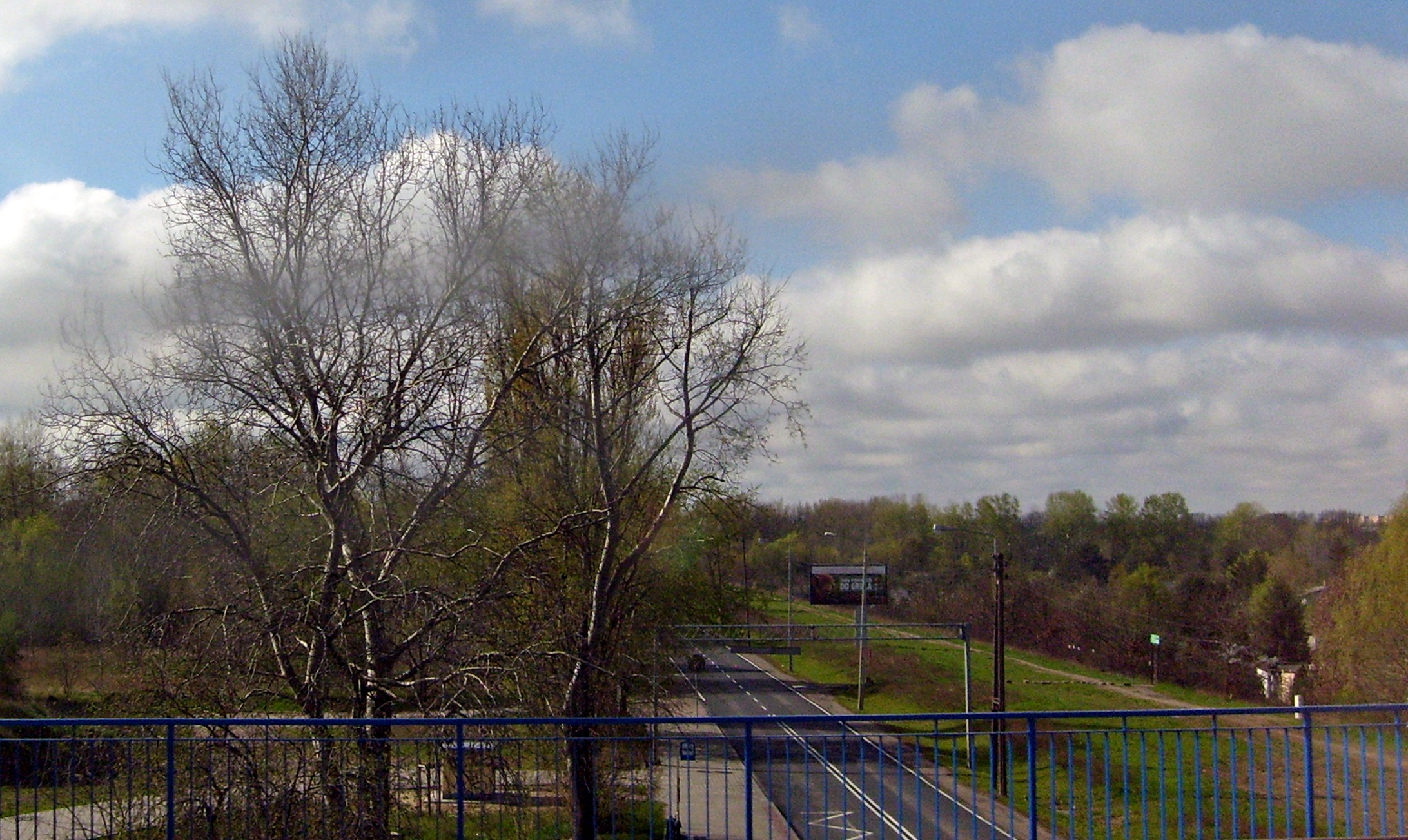
Zrealizowany odcinek historycznej Drogi Dębińskiej

Trasa Piastowska – niezrealizowany projekt dwujezdniowej arterii, która miała stanowić wschodnie połączenie południowych i północnych części Poznania, powstały w latach 70. XX wieku.
Arteria miała umożliwić szybki przejazd na osi północ-południe, łącząc ulicę Szelągowską na północy z ul. Alfreda Bema (obecnie Droga Dębińska) na południu. Przebiegać miała wzdłuż Warty u stóp Grobli, Garbar, Chwaliszewa i Szeląga, oddzielając te części Osiedla Stare Miasto od rzeki. Trasa Piastowska miała przecinać Trasę Solną na wysokości Chwaliszewa. Obie drogi miały się krzyżować w formie węzła drogowego. Według deklaracji twórców przebieg trasy uwzględniać miał wymogi konserwatorskie dla tego terenu, co z perspektywy czasu wydaje się wątpliwe. 
Podobnie jak Trasa Piekary nigdy nie została zrealizowana. 